# George Smiley
George Smiley è un personaggio immaginario, ufficiale dirigente dei servizi segreti inglesi (MI6), e vice-capo del Circus, protagonista di diversi romanzi di John le Carré: La talpa, L'onorevole scolaro, Tutti gli uomini di Smiley, Chiamata per il morto, Un delitto di classe. Compare anche se come personaggio secondario ne La spia che venne dal freddo e in Un passato da spia

## Descrizione
Smiley viene descritto da John le Carré come un personaggio dotato di un'intelligenza, e una memoria, quasi fuori dal comune, abbinato a una capacità di concentrazione e di vedere sempre l'obiettivo da raggiungere che gli permetteranno di essere considerato sia dagli amici che dai nemici come una persona degna della massima considerazione e attenzione. A queste caratteristiche si deve però aggiungere una spiccata incapacità nella vita quotidiana: rapporto turbolento e poi troncato con la moglie, scarsa attenzione al vestirsi, rapporti personali di difficile gestione. Fisicamente Smiley si presenta al contrario dello stereotipo di eroe: basso, grasso, passo lento, inadeguato allo scontro fisico, fisicamente poco allenato. È difficile ottenere dati precisi sull'età di Smiley, si può però desumere che sia nato non oltre il 1910. Dal punto di vista familiare, non abbiamo notizie precise, è probabile che Smiley venga dalla classe operaia. Aristocratica è invece la moglie, Ann Sercombe, il cui lontano cugino, Bill Haydon diventerà una delle persone più significative dell'intera vicenda affrontata in La talpa.
Altro parente della signora Smiley sarà ministro contro cui Smiley si scontrerà, mai direttamente, nel corso del romanzo. La signora Ann, di carattere tagliente, netta nei giudizi e indipendente nelle azioni, nel corso del tempo si dimostrerà infedele al marito numerose volte, anche se l'affetto tra i due sempre comunque sarà presente. Dal punto di vista della crescita accademica di Smiley, gli studi intrapresi riguardano il periodo barocco, e suo hobby è la storia tedesca di quel periodo, compresa una conoscenza approfondita della letteratura tedesca.
Nel 1937 il servizio segreto britannico decide di reclutare Smiley. Tra le sue missioni di maggiore rilevanza vi è di costruire una rete di spie tra il blocco occidentale e quello sovietico; motivo che porta la sua vita a sdoppiarsi tra Inghilterra e Germania, tanto da far pensare allo stesso Smiley che il tedesco sia la sua prima lingua. Durante la seconda guerra mondiale assistiamo a missioni operative in Svizzera e anche in Svezia, sempre però in numero minore rispetto alla presenza di Smiley in terra tedesca. Nel corso della guerra fredda Smiley ritorna in servizio, dopo un periodo di riposo. Nei primi anni della guerra fredda avviene l'incontro tra Smiley e Karla, in India, a Nuova Delhi; quest'incontro sarà l'origine de La talpa e Tutti gli uomini di Smiley.

## I libri
La prima volta che vediamo la comparsa di Smiley in veste di protagonista è in Chiamata per il morto (1961): in questo romanzo, Smiley veste i panni di investigatore, in un momento in cui non riesce a trovare spazio nel servizio segreto; la storia vede subito delinearsi i caratteri fondanti della personalità di George Smiley, in un contesto in cui non mancano colpi di scena e che rappresenta la prima opera di John le Carré.
Sempre nei panni di investigatore di omicidi ritroviamo il personaggio di John le Carré nel libro Un delitto di classe (1962), in cui Smiley è chiamato a risolvere l'omicidio che sconvolge la comunità scolastica di Carne, che si dimostra essere diffidente con l'ispettore, che riuscirà però a portare a termine il lavoro, facendo emergere le sue qualità.
La fama di Smiley cresce enormemente con la pubblicazione de La talpa. Nel romanzo, Smiley è sempre fuori dai giochi all'interno del servizio segreto britannico (siamo nell'anno 1973), ma la necessità di trovare la talpa all'interno del servizio impone ai capi della “Ditta”, quelli del quinto piano, di chiamare qualcuno esterno per questo penoso compito. Nel susseguirsi delle vicende vediamo anche come Smiley si confronta con episodi che lo toccano in prima persona, ritrovando antichi amici su cui fare affidamento e scoprendo nuovi nemici da mettere in disparte. Alla fine della sua missione, nominato direttore temporaneo, nel romanzo L'onorevole scolaro Smiley avrà l'arduo compito di ricostruire dall'interno il servizio segreto, per restituirgli la sua efficienza dopo la devastante stagione di presenza della talpa, e traghettarlo ad un periodo di tranquillità e calma, raggiunto il quale Smiley abbandona nuovamente i rapporti con il Circus (il nomignolo con cui, nei romanzi di John le Carré, gli addetti ai lavori definiscono l'MI6).
Si tratta però di un breve periodo di abbandono, in Tutti gli uomini di Smiley, viene richiamato, sempre in via non ufficiale, a risolvere una questione spinosa per il servizio segreto: l'uccisione di un generale estone collaboratore del servizio segreto ad opera dei russi. Smiley indaga con la sua scrupolosità e il suo metodo, e cercando di mettere insieme i tasselli si imbatte in una serie di eventi che lo porteranno ad una caccia aperta verso il suo nemico che più di ogni altri lo ha ferito: Karla. Stavolta è Smiley che, unendo tutti i pezzi del mosaico che si va delineando riesce a mettere il russo in una situazione tale da lasciargli pochi margini di azioni. La caccia all'uomo coinvolgerà molti suoi vecchi amici, come Guillam, suo allievo, e personaggi del servizio segreto che avevano collaborato fianco a fianco con Smiley.
Questa vicenda sarà talmente influente nella vita di Smiley che ne perdiamo le tracce, salvo ritrovarlo nel 1990 in Visitatore Segreto.

## Rappresentazioni cinematografiche
Più volte il personaggio di Smiley è stato rappresentato all'interno di trasposizioni televisive e cinematografiche dei romanzi di John le Carré:
- Chiamata per il morto (The Deadly Affair, 1966) di Sidney Lumet (interpretato da James Mason)
- La spia che venne dal freddo, il personaggio, secondario, di George Smiley è interpretato da Rupert Davies
- Due miniserie televisive della BBC: La talpa (Tinker, Tailor, Soldier, Spy) del 1979 e Tutti gli uomini di Smiley (Smiley's People) del 1982, interpretazione storica di Alec Guinness
- Un delitto di classe (A murder of quality,1991) di Gavin Millar, dove è interpretato da Denholm Elliott
- La talpa (Tinker Tailor Soldier Spy, 2011) di Tomas Alfredson, dove è interpretato da Gary Oldman

## Evoluzione del personaggio
Nella duplice storia in cui si deve confrontare con la talpa all'interno dei servizi segreti, e successivamente con la cattura del capo degli agenti segreti russi, troviamo tutta la personalità di Smiley, sicuramente uno dei personaggi meglio riusciti nell'attività di John le Carré, se non il migliore. Sono evidenti i richiami alla mediocrità della vita quotidiana di Smiley, la sua incapacità di vivere da solo senza la moglie, l'affanno nel camminare a lungo o l'incapacità di gestire delle situazioni pratiche di poco conto. Proprio queste situazioni diventano rilevanti di come cambi la personalità di Smiley quando si tratta di lavorare di ragionamento o di apprendere notizie, in cui riesce a surclassare tutti gli altri per capacità di ragionamento, deduzione, memoria dei particolari, molto spesso seguendo un filo logico così personale e criptato da risultare ostico agli altri.
Particolare importante è vedere il rapporto che lega Smiley alle altre figure che man mano vengono presentate nei romanzi, e anche il rapporto che lo lega all'istituzione servizio segreto: Smiley verso le persone cui ha un rapporto di amicizia, Guillam su tutti, si dimostra sempre leale e presente, coinvolgendolo nei suoi ragionamenti e ipotesi; mai però accetta di parlare di argomenti che riguardano la sua psiche e il suo rapporto con la moglie Ann, segno evidente sia di una certa incapacità a gestire i rapporti non fidandosi mai del tutto di nessuno, sia la volontà di tenere per sé certe sfere della sua vita. Rispetto al Circus, Smiley è legato, in maniera univoca, in modo inscindibile: sempre pronto a correre alle sirene che lo chiamano dal servizio segreto, quasi non se ne volesse separare.
Come si evince bene dalle prime pagine de La talpa, Smiley si sente responsabile per tutto ciò che accade, e questo suo atteggiamento lo seguirà in molte delle vicende, portandolo ad avere molti dubbi sulle sue azioni. Proprio le sue azioni meritano un'analisi: Smiley è sempre stato un uomo ligio alle regole, che segue la prassi della burocrazia. Le ultime pagine di Tutti gli uomini di Smiley rappresentano un'inversione di tendenza; Smiley cambia le regole del suo gioco, accettando azioni eticamente discutibili, pur di raggiungere il suo scopo, decidendo di non seguire la sua morale, presente e forte.
Smiley appare in definitiva come un uomo da cui nessuno si aspetterebbe questo genere di vita, appare come una persona incapace di organizzare la propria vita, ma questa forza è il motivo per cui John le Carré con George Smiley ha centrato un personaggio vero, umano, non un eroe, ma una persona capace di architettare piani perfetti, armato della voglia di farlo e di un buon cervello.
In tal senso, con l'avvento di Smiley, John le Carré rovescia totalmente il modello di agente segreto invincibile e dotato di glamour, rappresentato ancora in quegli anni da James Bond e da tutti i suoi svariati epigoni. Smiley è infatti un personaggio agli antipodi rispetto a questi modelli, un antieroe, un uomo apparentemente grigio e fragile, che fa però della pazienza, della capacità di osservazione e di deduzione le sue armi vincenti.